# Những chuyến du hành kỳ thú
Những chuyến du hành kỳ thú (Voyages extraordinaires, tiếng Pháp: [vwajaʒ ɛkstʁaɔʁdinɛʁ]) là tuyển tập những tiểu thuyết và truyện ngắn của Jules Verne (1828-1905) bao gồm 54 tác phẩm xuất bản lần đầu trong giai đoạn 1863-1905 khi tác giả còn sống và 8 tác phẩm được xuất bản giai đoạn 1905-1919 dưới tên tác giả Jules Verne nhưng do con trai ông - Michel Verne sửa 7 tác phẩm và viết mới hoàn toàn 1 tác phẩm.
Theo Pierre-Jules Hetzel, nhà xuất bản của Verne, mục tiêu của các tác phẩm trong bộ Chuyến du hành kỳ thú là "phác thảo tất cả các kiến thức về địa lý, địa chất, vật lý, lịch sử và thiên văn mà khoa học hiện đại tích lũy được và kể lại, theo một hình thức giải trí và văn chương".
Sự tỉ mỉ của Jules Verne đến từng chi tiết, những thách đố khoa học, cùng với óc tò mò và khám phá của ông đã tạo thành xương sống của tuyển tập. Một phần lý do khiến tác phẩm của ông có sức hấp dẫn rộng rãi là cảm giác rằng người đọc có thể thực sự học được kiến thức về địa chất, sinh học, thiên văn học, cổ sinh vật học, hải dương học, lịch sử cũng như các địa điểm và nền văn hóa kỳ thú trên thế giới thông qua các cuộc phiêu lưu của các nhân vật chính. Lượng thông tin phong phú này khiến cho các tác phẩm của ông được xếp vào dạng "tiểu thuyết bách khoa toàn thư".

## Chủ đề
Trong một cuộc phỏng vấn, Verne khẳng định rằng nhiệm vụ đầy tham vọng mà Hetzel đặt ra đã trở thành chủ đề văn học chủ đạo trong chuỗi tiểu thuyết của ông:
Ý định của tôi là, trước khi kết thúc những ngày tháng làm việc, sẽ hoàn thành một series truyện trong đó bao hàm toàn bộ những khảo sát của tôi về bề mặt trái đất lẫn trên trời, vẫn có nhiều ngóc ngách của thế giới mà suy nghĩ của tôi chưa xâm nhập tới. Cuốn "Vòng quanh mặt trăng" đã viết về mặt trăng nhưng vẫn còn nhiều thứ phải hoàn thành và nếu sức khỏe cùng với thể lực cho phép, tôi hy vọng sẽ hoàn tất nhiệm vụ

Tuy nhiên, Verne đã nói rõ rằng đối tượng của chính ông mang tính văn học hơn là khoa học: "Tôi không có tư cách là một nhà khoa học" và giải thích trong một cuộc phỏng vấn khác:
Mục tiêu của tôi là khắc họa trái đất, không phải chỉ trái đất mà là vũ trụ… Và tôi đã đồng thời cố gắng hiện thực hóa một lý tưởng rất cao về vẻ đẹp của phong cách. Người ta nói rằng không thể có bất kỳ phong cách nào trong tiểu thuyết phiêu lưu, nhưng điều đó không đúng; mặc dù tôi thừa nhận rằng viết một cuốn tiểu thuyết như vậy dưới hình thức văn học khó hơn rất nhiều so với việc nghiên cứu về nhân vật đang thịnh hành ngày nay.

Jules Verne cho đến ngày nay vẫn là tác giả khoa học viễn tưởng được dịch nhiều nhất trên thế giới cũng như là một trong những tác giả người Pháp được tái bản liên tục và được đọc rộng rãi nhất. Mặc dù các chi tiết về mặt khoa học đã lỗi thời, nhưng Những chuyến du hành của ông vẫn giữ được cảm xúc kỳ diệu đã thu hút độc giả cùng thời với ông và vẫn khơi dậy hứng thú với khoa học trong giới trẻ.
Các chuyến du hành kỳ thú thường xuyên được chuyển thể thành phim, từ bộ phim huyền ảo năm 1902 của Georges Méliès - Chuyến du hành đến mặt trăng (Le Voyage dans la Lune), đến bản chuyển thể năm 1954 của Walt Disney với Hai vạn dặm dưới đáy biển, đến phiên bản năm 2004 của Vòng quanh thế giới trong 80 ngày với sự tham gia của Thành Long. Tinh thần của series các tác phẩm tiếp tục ảnh hưởng đến tiểu thuyết cho đến ngày nay.

## Danh sách tác phẩm
Dưới đây là 54 tác phẩm được xuất bản khi Jules Verne còn sống.
1. Cinq semaines en ballon (Năm tuần trên khinh khí cầu, 1863)
2. Voyages et aventures du capitaine Hatteras (Những cuộc phiêu lưu của thuyền trưởng Hatteras, 1866)
3. Voyage au centre de la Terre (Hành trình vào tâm Trái Đất,  1864, revised 1867)
4. De la terre à la lune (Từ trái đất đến mặt trăng, 1865)
5. Les Enfants du capitaine Grant (Những đứa con của thuyền trưởng Grant, 1867–68)
6. Vingt mille lieues sous les mers (Hai vạn dặm dưới đáy biển, 1869–70)
7. Autour de la lune (Du hành quanh mặt trăng, 1870)
8. Une ville flottante (A Floating City, 1871)
9. Aventures de trois Russes et de trois Anglais (The Adventures of Three Englishmen and Three Russians in South Africa, 1872)
10. Le Pays des fourrures (Đất nước của những tấm da, 1873)
11. Le Tour du monde en quatre-vingts jours (Vòng quanh thế giới trong 80 ngày, 1873)
12. L'Île mystérieuse (Bí mật đảo Lincoln, 1874–75)
13. Le Chancellor (The Survivors of the Chancellor, 1875)
14. Michel Strogoff (Michael Strogoff, 1876)
15. Hector Servadac (Off on a Comet, 1877)
16. Les Indes noires (The Child of the Cavern, 1877)
17. Un capitaine de quinze ans (Thuyền trưởng 15 tuổi, 1878)
18. Les Cinq Cents Millions de la Bégum (The Begum's Millions, 1879)
19. Les Tribulations d'un chinois en Chine (Tribulations of a Chinaman in China, 1879)
20. La Maison à vapeur (The Steam House, 1880)
21. La Jangada (Eight Hundred Leagues on the Amazon, 1881)
22. L'École des Robinsons (Godfrey Morgan, 1882)
23. Le Rayon vert (The Green Ray, 1882)
24. Kéraban-le-têtu (Kéraban the Inflexible, 1883)
25. L'Étoile du sud (The Vanished Diamond, 1884)
26. L'Archipel en feu (The Archipelago on Fire, 1884)
27. Mathias Sandorf (Mathias Sandorf, 1885)
28. Un billet de loterie (The Lottery Ticket, 1886)
29. Robur-le-Conquérant (Robur the Conqueror, 1886)
30. Nord contre Sud (North Against South, 1887)
31. Le Chemin de France (The Flight to France, 1887)
32. Deux Ans de vacances (Hai năm trên hoang đảo, 1888)
33. Famille-sans-nom (Family Without a Name, 1889)
34. Sans dessus dessous (The Purchase of the North Pole, 1889)
35. César Cascabel (César Cascabel, 1890)
36. Mistress Branican (Mistress Branican, 1891)
37. Le Château des Carpathes (Carpathian Castle, 1892)
38. Claudius Bombarnac (Claudius Bombarnac, 1892)
39. P’tit-Bonhomme (Foundling Mick, 1893)
40. Mirifiques Aventures de Maître Antifer (Captain Antifer, 1894)
41. L'Île à hélice (Propeller Island, 1895)
42. Face au drapeau (Facing the Flag, 1896)
43. Clovis Dardentor (Clovis Dardentor, 1896)
44. Le Sphinx des glaces (An Antarctic Mystery, 1897)
45. Le Superbe Orénoque (The Mighty Orinoco, 1898)
46. Le Testament d'un excentrique (The Will of an Eccentric, 1899)
47. Seconde Patrie (The Castaways of the Flag, 1900)
48. Le Village aérien (The Village in the Treetops, 1901)
49. Les Histoires de Jean-Marie Cabidoulin (The Sea Serpent, 1901)
50. Les Frères Kip (The Kip Brothers, 1902)
51. Bourses de voyage (Travel Scholarships, 1903)
52. Un drame en Livonie (A Drama in Livonia, 1904)
53. Maître du monde (Master of the World, 1904)
54. L'Invasion de la mer (Invasion of the Sea, 1905)

Dưới đây là các tác phẩm xuất bản sau khi Jules Verne mất.
1. Le Phare du bout du monde (Lighthouse at the End of the World, 1905)
2. Le Volcan d’or (The Golden Volcano, 1906)
3. L’Agence Thompson and Co (The Thompson Travel Agency, 1907) (Do con trai Jules Verve - Michel Verne viết hoàn toàn)
4. La Chasse au météore (The Chase of the Golden Meteor, 1908)
5. Le Pilote du Danube (The Danube Pilot, 1908)
6. Les Naufragés du "Jonathan" (The Survivors of the "Jonathan", 1909)
7. Le Secret de Wilhelm Storitz (The Secret of Wilhelm Storitz, 1910)
8. L’Étonnante Aventure de la mission Barsac (The Barsac Mission, 1919)

## Truyện ngắn
Series Những chuyến du hành kỳ thú gồm 2 tập truyện ngắn và 7 truyện lẻ đi kèm các tiểu thuyết trong series
1. Le Docteur Ox (Doctor Ox, 1874)[7]
2. Hier et Demain (Yesterday and Tomorrow, 1910) (Michel Verne sửa chữa và hoàn thiện)[8]

Các truyện lẻ
1. Les Forceurs de blocus (The Blockade Runners, Xuất bản cùng cuốn A Floating City, 1871)
2. Martin Paz (Martin Paz, Xuất bản cùng cuốn The Survivors of the Chancellor, 1875)
3. Un drame au Mexique (A Drama in Mexico, Xuất bản cùng cuốn Michael Strogoff, 1876)
4. Les révoltés de la Bounty (The Mutineers of the Bounty, Xuất bản cùng cuốn The Begum's Millions, 1879)
5. Dix heures en chasse (Ten Hours Hunting, Xuất bản cùng cuốn The Green Ray, 1882)
6. Frritt-Flacc (Frritt-Flacc,Xuất bản cùng cuốn The Lottery Ticket, 1886)
7. Gil Braltar (Gil Braltar, Xuất bản cùng cuốn The Flight to France, 1887)

## Phân loại
Trong các tài liệu quảng cáo cho series, Pierre-Jules Hetzel, đã phân loại các tác phẩm thành nhiều nhóm nhỏ, chủ yếu theo tiêu chí địa lý.:
- Kiểu Robinsons: Godfrey Morgan, Two Years' Vacation, The Castaways of the Flag, The Survivors of the "Jonathan"
- Châu Âu: Hành trình vào tâm Trái Đất, The Child of the Cavern, The Green Ray, The Archipelago on Fire, The Lottery Ticket, The Flight to France, Carpathian Castle, Foundling Mick, A Drama in Livonia, The Danube Pilot, The Secret of Wilhelm Storitz
- Châu Phi: Five Weeks in a Balloon, The Adventures of Three Englishmen and Three Russians in South Africa, Dick Sand, A Captain at Fifteen, The Vanished Diamond, Clovis Dardentor, The Village in the Treetops, Invasion of the Sea, The Thompson Travel Agency, The Barsac Mission
- Vùng cực: The Adventures of Captain Hatteras, The Fur Country, An Antarctic Mystery
- Chu du thế giới: Những đứa con của thuyền trưởng Grant, Hai vạn dặm dưới đáy biển, Vòng quanh thế giới trong 80 ngày, Robur the Conqueror, Captain Antifer
- Bắc Mỹ và Nam Mỹ: The Begum's Millions, Eight Hundred Leagues on the Amazon, North Against South, Family Without a Name, César Cascabel, Facing the Flag, The Mighty Orinoco, The Will of an Eccentric, Travel Scholarships, Master of the World, The Golden Volcano
- Châu Á: Michael Strogoff, Tribulations of a Chinaman in China, The Steam House, Claudius Bombarnac
- Biển và đại dương: A Floating City, Bí mật đảo Lincoln, The Survivors of the Chancellor, Kéraban the Inflexible, Mathias Sandorf, The Sea Serpent, Lighthouse at the End of the World
- Thiên thể không gian: Từ trái đất đến mặt trăng, Around The Moon, Off on a Comet, The Purchase of the North Pole, The Chase of the Golden Meteor
- Châu Đại Dương và nước Úc: Mistress Branican, Propeller Island, The Kip Brothers
- Truyện và tin: Doctor Ox, Yesterday and Tomorrow